# Arachnocampa richardsae
Espèce
Arachnocampa richardsae est une espèce d'insectes diptères de la famille des Keroplatidae. Elle est connue pour ses larves bioluminescentes qui font sa renommée touristique grâce à leur lumière bleue-verte.

## Répartition
Cette espèce se rencontre notamment en Nouvelle-Galles du Sud (dans l'est de l'Australie) et en Nouvelle-Zélande.

## Habitat
Arachnocampa richardsae se trouve dans des tunnels ou dans des grottes humides à l'abri du vent comme celles de Blue Mountains (Nouvelle-Zélande) (en),.

## Description
Son corps de couleur brun à brun foncé le distingue du corps jaune brillant et brun pâle de l'espèce Arachnocampa flava. Les yeux sont noirs-rougeâtres. Les mâles font entre 8 et 9 mm (sans les ailes) et les femelles mesurent entre 8,5 et 10 mm. Les œufs de cette espèce sont dorés et la larve d'environ 30 mm est dans des tons blanc crème avec une tête brune ou brun foncé,.

## Biologie
Les œufs d’Arachnocampa richardsae sont dorés. Une fois éclos, le stade larvaire représente la majorité de la vie de cette espèce, soit environ un an. Elle se développe en colonies dans des milieux humides et sombres. Elles tissent un nid de soie au plafond puis font pendre des fils de soie extrêmement souples d'environ 1 à 50 cm de long. Les larves illuminent les fils avec des gouttelettes de liquide collant qui pendent, attirant et ainsi capturant de petits insectes,. La bioluminescence bleue-verte se fait grâce à une réaction biochimique impliquant la luciférine,. Elle se déroule dans les tubules du système excréteur des larves, les tubes de Malpighi,. Après plusieurs mues, la larve se pend au plafond durant une à deux semaines le temps de son stade de pupe. Les adultes volent mal, ne peuvent s'alimenter et vivent donc très peu de temps.

## Systématique

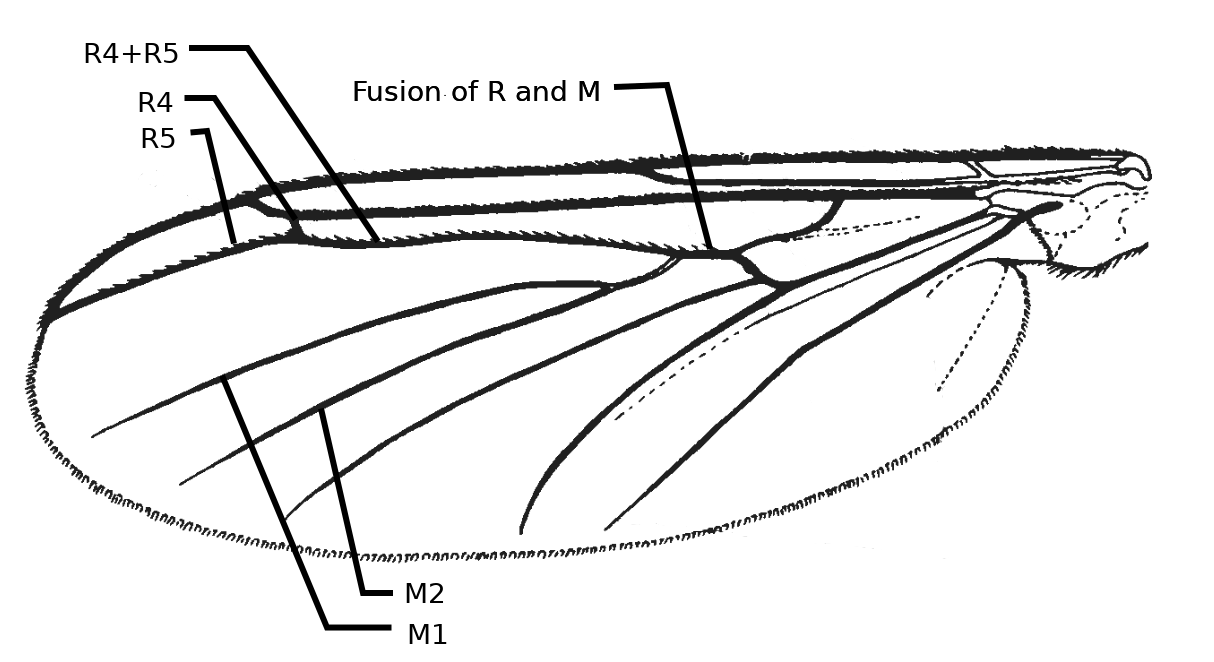
Diagramme des nervures alaires typiques de la famille des Keroplatidae. Arachnocampa richardsae n'a pas de segment en R4 et un segment R5 abaissé.

L'espèce est décrite sous la dénomination Arachnocampa (Campara) richardsae. Son nom valide complet (avec auteur) est Arachnocampa richardsae Harrison (d), 1966.
L'holotype est déposé à l'Australian Museum.
Ce taxon porte en anglais le nom vernaculaire ou normalisé suivant : Australian glow-worm (ver luisant d'Australie). Et, en néo-zélandais, Titiwai.

### Étymologie
Le nom générique, Arachnocampa (en), composé de Arachno, « araignée » et campa, « chenille », fait référence aux fils que la larve produit. 
Son épithète spécifique, richardsae, lui a été donnée en l'honneur de l'entomologiste néo-zélandaise Aola Richards (en), spécialiste de la faune des grottes.

### Publication originale
- (en) Roy A. Harrison, « Australian glow-worms of the genus Arachnocampa Edwards », Pacific insect, vol. 8, no 4,‎ 20 décembre 1966, p. 877-883 (lire en ligne  [PDF])